# Psychotria croftiana
Psychotria croftiana är en måreväxtart som beskrevs av Seymour Hans Sohmer. Psychotria croftiana ingår i släktet Psychotria och familjen måreväxter. Inga underarter finns listade i Catalogue of Life.